# Lill Lindfors

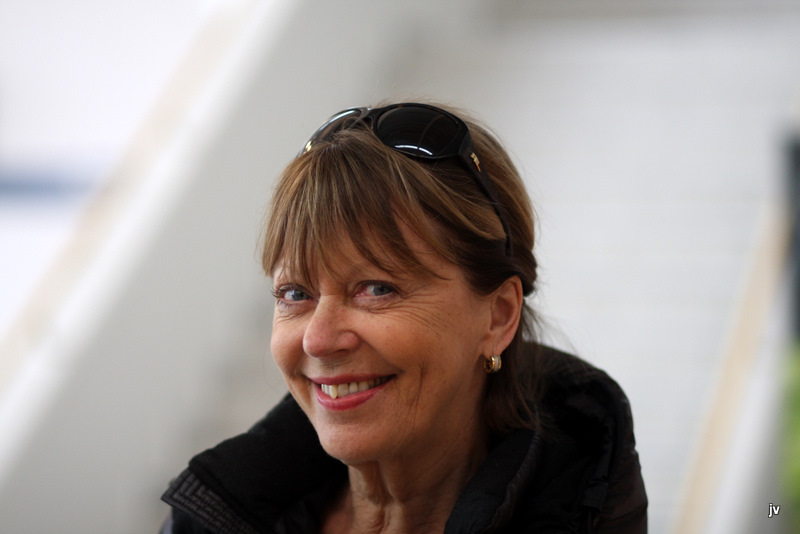
Lill Lindfors em Stavanger, Noruega em 26 de março de 2009.

Lillemor "Lill" Lindfors (Helsínquia, 12 de maio de 1940) é uma cantora fino-sueca. Ela começou como atriz de revista em  Uddevalla em 1960 e no ano seguinte como cantora. Ela foi umas primeiras cantoras suecas a cantar samba e uma das primeiras cantoras a fazer comédia nos seus shows. 
Ela casou-se em 1969  com o realizador Peter Wester, de quem teve um filho. O casal divorciou-se em 1973. Atualmente, Lindfors vive em Estocolmo, na Suécia. 

## Festival Eurovisão da Canção
A canção dela e de Svante Thuresson,  Nygammal vals, terminou em segundo lugar no Festival Eurovisão da Canção 1966. Ela foi a apresentadora do Festival Eurovisão da Canção 1985 que se realizou em Gotemburgo. Ela foi nomeada embaixadora da boa vontade da UNICEF da Suécia em 1998. 
Participou em vários shows televisivos suecos que foram premiados em Montreux.
Lindfors lançou em novo single em 2006, intitulado  "Ditt Vackra Leende".

## Top de vendas
- 1966 - "Du Är Den Ende" - 4#
- 1966 - Nygammal vals (dueto com Svante Thuresson)
- 1969 - "En Man I Byrån" - 1#
- 1973 - Kom Igen (álbum) - 2#